# Красногорский сельсовет (Воротынский район)
Красногорский сельсовет — административно-территориальное образование и упразднённое муниципальное образование (сельское поселение 2006—2019 гг.) в Воротынском районе Нижегородской области России.
Административный центр — село Красная Горка.

## Географическое положение
Красногорский сельсовет находится к западу от Воротынца возле автотрассы «Волга». В состав сельсовета, помимо посёлка Красная Горка, входит 7 населённых пунктов. Сельсовет на востоке граничит с Огнёв-Майданским сельсоветом, на юге со Спасским районом, на западе с Лысковским районом, на севере с Чугуновским сельсоветом, граница с которым проходит по автотрассе «Волга». По территории сельсовета протекают реки Урга, впадающая в Суру, Имза.

## Население
| 2002  | 2010  | 2012  | 2013  | 2014  | 2015  | 2016  |
| ----- | ----- | ----- | ----- | ----- | ----- | ----- |
| 1308  | ↘1206 | ↘1169 | ↘1162 | ↘1138 | ↘1110 | ↘1040 |
| 2017  | 2018  | 2019  |       |       |       |       |
| ↘1030 | ↘1018 | ↘1000 |       |       |       |       |

## Состав
В состав сельсовета входят 8 населённых пунктов.
| № | Населённый пункт | Тип населённого пункта | Население |
| - | ---------------- | ---------------------- | --------- |
| 1 | Ахпаевка         | село                   | ↘211      |
| 2 | Быковка          | село                   | ↘244      |
| 3 | Красная Горка    | посёлок                | ↘521      |
| 4 | Липовка          | деревня                | ↘55       |
| 5 | Львово           | село                   | ↘75       |
| 6 | Николаевка       | деревня                | ↘36       |
| 7 | Ольгино          | деревня                | ↘21       |
| 8 | Сарайки          | деревня                | ↘43       |